# Ramstore
«Ramstore» — мережа продовольчих магазинів, що належить турецькій компанії Migros. Діє в Казахстані та Македонії. Раніше також працювала в Росії, Болгарії, Киргизстані та Азербайджані.
У Казахстані використовується назва «Рамстор», в Македонії — «Ramstore».

## В Азербайджані

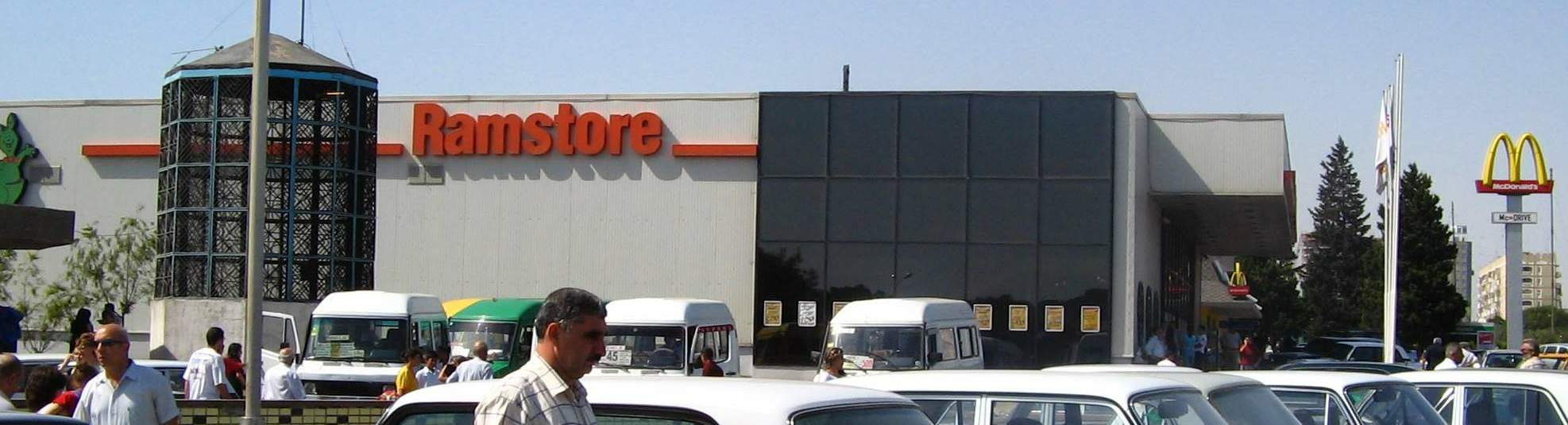
Один із супермаркетів у Баку. 2005 рік

Перший Рамстор в Азербайджані відкрився в 1996 році. У 2005 році 3 магазину Ramstore управлялися компанією Ramstore QTSC (79,75 % акцій належали Migros, 20,25 % приватним особам), оборот якої становив 11,6 млн доларів. В кінці 2010 року в Баку працювало 4 магазину Рамстор. У лютому 2011 року Migros продала азербайджанську мережа компанії «Intersun Holding FZCO» за 14 250 000 доларів. Всі магазини були перейменовані в Bazarstore.

## В Росії

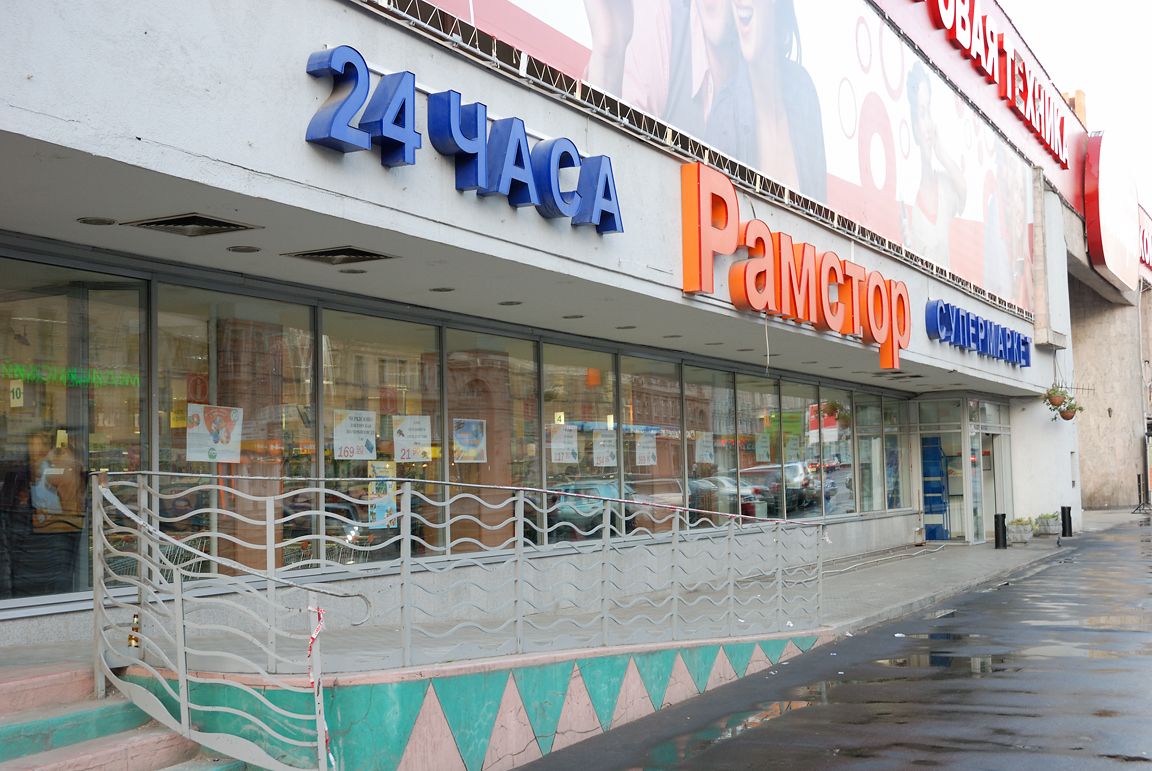
Вхід в московський супермаркет «Рамстор» (вулиця КраснаяКрасная Пресня (вулиця)), 2007 рік

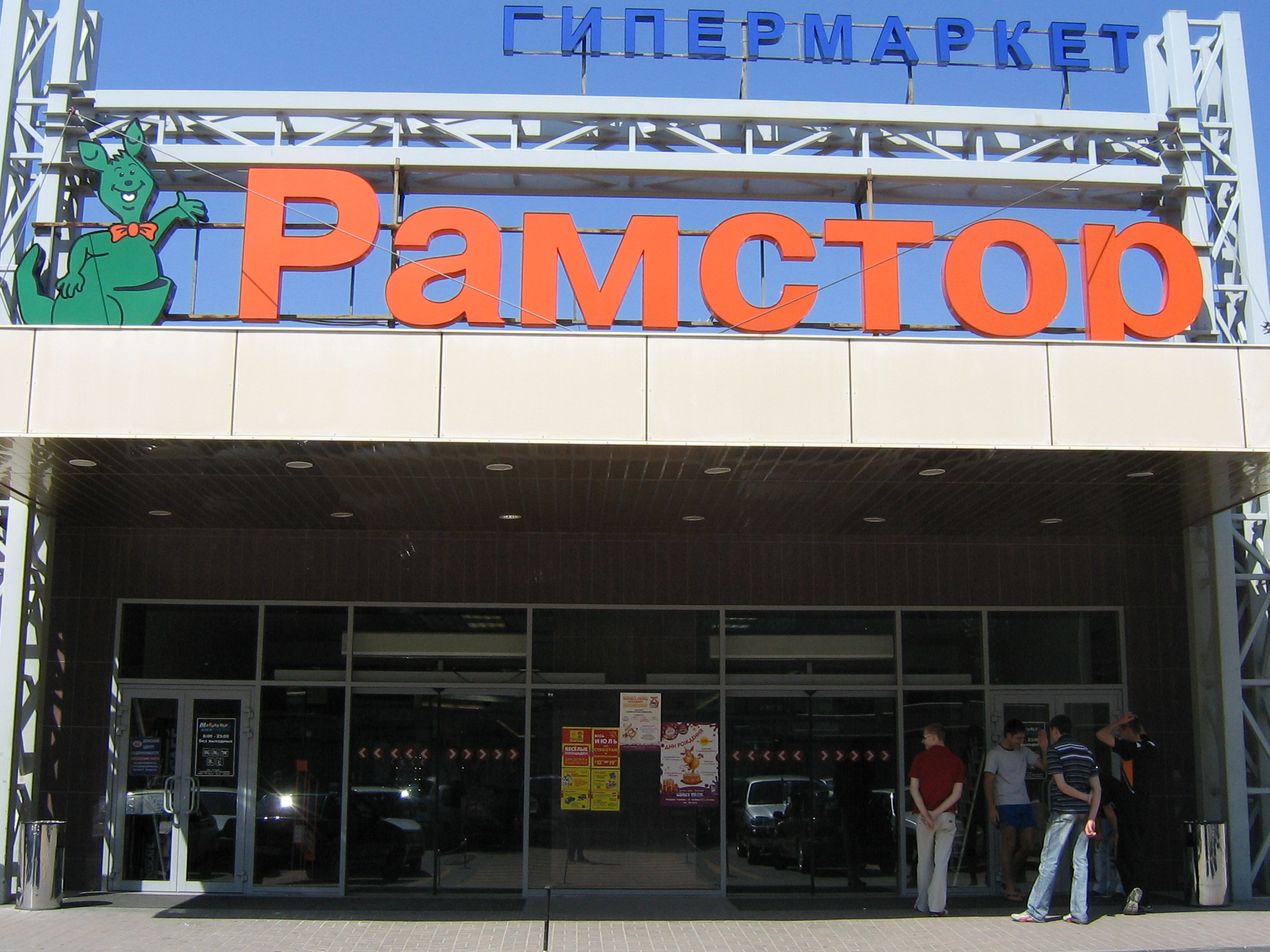
Гіпермаркет «Рамстор» в Ростові-на-Дону, 2006 рік

У Росії мережа супермаркетів «Рамстор» відкрилася в 1997 році. Компанія «Раменка», що керувала мережею, належала в рівних частках компаніям Migros і Enka.
Мережа «Рамстор» складалася з 10 торгових центрів і 52 гіпер — і супермаркетів в більш ніж 10 містах Росії (Москві, Московській області, Петербурзі, Красноярську, Нижньому Новгороді, Волгограді, Казані, Єкатеринбурзі, Уфі, Саратові, Мурманську, Ростові-на-Дону, Вологді, Горіхово-Зуеве та ін)
Виручка компанії «Рамэнка» в 2006 році склала $598,7 млн (у 2005 році — $479,4 млн), чистий прибуток — $27,42 млн.
У вересні 2007 року Enka викупила весь пакет акцій у Migros за $542,5 млн.
Будівельна компанія Enka мала намір продати продуктову мережу, залишивши за собою торгові центри як профільний бізнес, але покупців на більшу частину магазинів знайти не вдалося. Гіпермаркети були здані в 10-річну оренду французькій мережі Auchan, супермаркети в регіонах закриті по мірі закінчення договорів оренди, супермаркети в Москві ребрендовані в Сітістор, а торгові центри в «Капітолій». У 2012 році мережа «Сітістор» була продана німецької компанії Rewe Group, яка є оператором роздрібної мережі Billa.

## У Казахстані

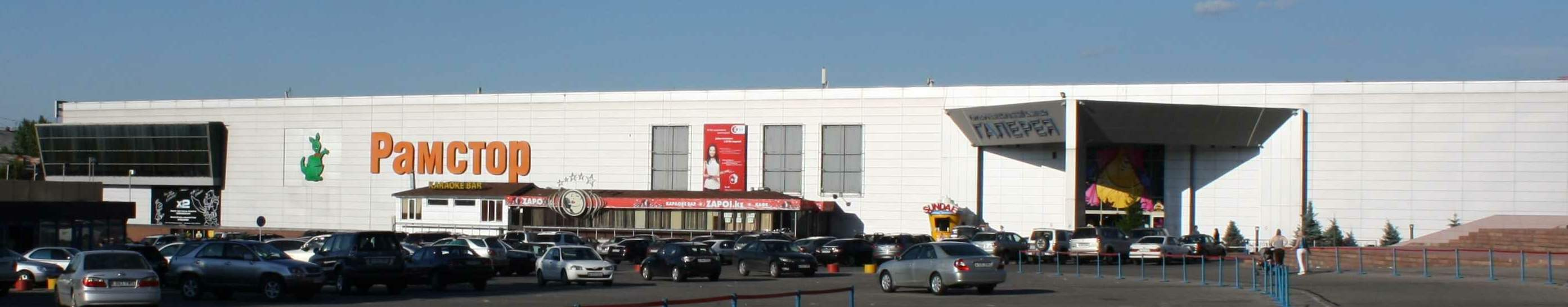
Один із супермаркетів в Алма-Аті. 2010 рік

Товариство з обмеженою відповідальністю «Рамстор Казахстан» зареєстровано в Республіці Казахстан 29 червня 1998 року. Компанія має дочірнє підприємство, Рамстор-Киргизстан, зі 100-відсотковою часткою участі, яке було утворено в Республіці Киргизстан 1 червня 2006 року.
Компанія почала свою торговельну діяльність, відкривши супермаркет «Рамстор-Самал» 14 травня 1999 року в Алма-Аті. Надалі компанія відкрила ще ряд торгових центрів в Астані, Караганді, Бішкеку, Шимкенті. У 2011 році відкрито дискаунтер в ТРК Супутник.
В середині 2011 року мережа складалася з 12 магазинів в Алма-Аті, 5 в Астані, 2 в Актау і по одному магазину в Караганді, Шимкенті, Уральську і Атирау. Торгова площа супермаркетів становила 32,418 м2, з яких 11,516 квадратних метрів призначені для здачі в оренду іншим торговим фірмам.
Мережа активно розвивається, у 2010 році було відкрито 10 нових магазинів. У 2011 році для розвитку мережі в Казахстані компанія продала активи в Азербайджані.

## В Болгарії
Ramstore Bulgaria AD, цілком належить Migros, в 2005 році володіла 5 магазинами в Болгарії із загальним оборотом 16,4 млн дол.

## В Македонії
Торговий центр Ramstore Mall відкрився в Скоп'є 11 червня 2005 року.

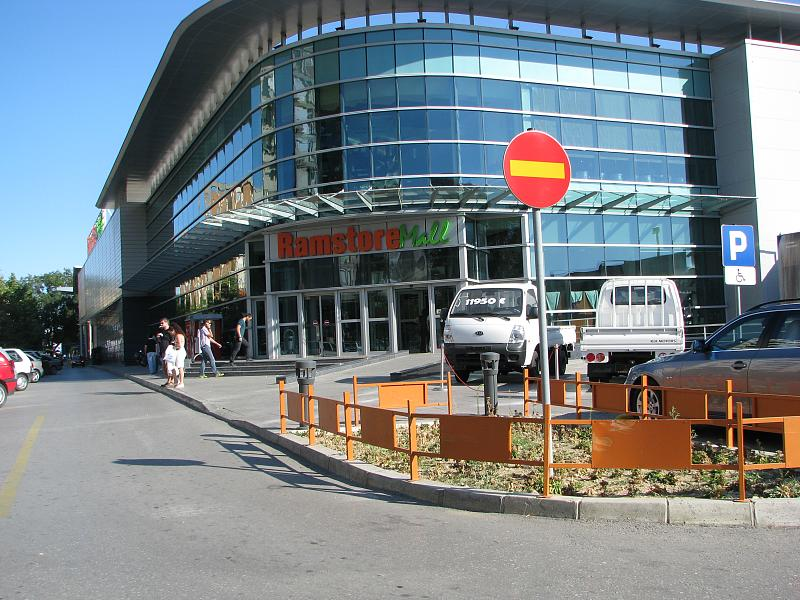
Торговий центр Ramstore Mall, 2008 рік
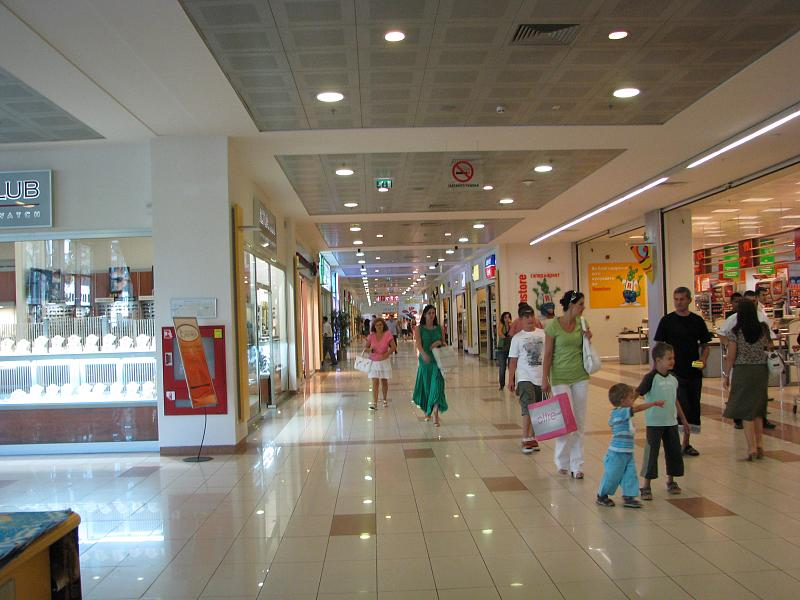
В торговому центрі

## У Киргизстані
Гіпермаркет «Рамстор» працював у Бішкеку з 4 серпня 2006 року до 2009 року.